# Flueggea elliptica
Flueggea elliptica är en emblikaväxtart som först beskrevs av Spreng., och fick sitt nu gällande namn av Henri Ernest Baillon. Flueggea elliptica ingår i släktet Flueggea och familjen emblikaväxter. IUCN kategoriserar arten globalt som akut hotad.
Artens utbredningsområde är Ecuador. Inga underarter finns listade i Catalogue of Life.